# مجموعه پلاتینیوم (آلبوم لورا برانیگن)
«مجموعه پلاتینیوم» (به انگلیسی: The Platinum Collection) آلبومی از هنرمند اهل ایالات متحده آمریکا لورا برانیگن است که در سال ۲۰۰۶ میلادی منتشر شد.